# CS-144
La CS-144 (Carretera Secundària 144) és una carretera de la Xarxa de Carreteres d'Andorra, que comunica la CS-142, amb la frontera Catalana direcció el poble català de Civís. També és anomenada Carretera de Mossers i de Civís.
Segons la codificació de carreteres d'Andorra aquesta carretera correspon a una Carretera Secundària, és a dir, aquelles carreteres què comuniquen una Carretera General amb un poble o zona.
Té 0,1 quilòmetres fins a arribar a la frontera, després s'anomena Carretera de Civís (tot i no estar classificada).

## Història
La carretera va ser creada l'any 2007.

## Recorregut[4]
- CS-142
- Frontera Catalana
- Civís

| Tipus de Sortida | Direcció de la sortida             | Carretera que hi enllaça | Qm  |
| ---------------- | ---------------------------------- | ------------------------ | --- |
| CS-144           |                                    | CS-142                   | 0   |
| Sortida          | Frontera entre Catalunya i Andorra |                          | 0,1 |
|                  | Civís (Catalunya)                  | Carretera de Civís       | -   |